# Satomi Satō
Satomi Satō (佐藤 聡美 Satō Satomi?,  Sendai, Prefectura de Miyagi, 8 de mayo de 1986) es una actriz de voz y cantante japonesa, afiliada a Aoni Production. Satō se graduó de la Tokyo Announce Gakuin Performing Arts College y debutó como seiyū en 2007. Es apodada "Sugar" (しゅがぁ Shugā?) puesto que "satō" significa "azúcar" en japonés.

## Carrera
Mientras atendía a la Tokyo Announce Gakuin, Satō fue seleccionada para estar en la séptima generación de ayudantes en la Radio Big Bang de Miki Tomokazu (智一・美樹のラジオビッグバン Tomokazu Miki no rajio bigguban?). Como ayudante, formó el grupo de ídolos y tarentos "Kisty". En 2006, sacaron un CD. En 2007 obtuvo su primer papel en Kamichama Karin. Un año más tarde recibió su primer trabajo como protagonista, en Jigoku Shōjo. En 2009 saltó a la fama gracias a su rol de Ritsu Tainaka en K-ON!.
En la cuarta edición de los Seiyū Awards, el 6 de marzo de 2010, Satō, junto a las otras cuatro seiyūs principales de K-ON!, ganó el premio a la mejor interpretación musical. Actualmente es la proveedora de voz de la vocaloid3 Tohoku Zunko.

## Vida personal
El 6 de julio de 2017, Satō anunció en su blog que contrajo matrimonio con el también seiyū Takuma Terashima.

## Filmografía
Los papeles principales están en negrita

### Anime
2007
- Kamichama Karin - Michirian #3
- GeGeGe no Kitaro (Quinta serie) - Estudiante de Instituto (Ep. 22), Chica (Ep. 29 y 86), Kijimuna (Ep. 36)
- Shugo Chara! - Wakana, Ramira (Ep. 36-37)
- Suteki Tantei Labyrinth - Yae Yatomi

2008
- GeGeGe no Kitaro (Quinta serie) - Sirvienta (Ep. 45)
- Jigoku Shoujo - Mikage Yuzuki[3]
- Hyakko - Inori Tsubomiya
- Shugo Chara! Doki - Wakana
- Yakushiji Ryōko no Kaiki Jikenbo - Marianne

2009
- K-ON! - Ritsu Tainaka[4]
- Anyamaru Tantei Kiruminzuu - Rimu Mikogami
- Asura Cryin' - Aine Shizuma[5]
- Asura Cryin' 2 - Aine Shizuma[5]
- Dragon Ball Z Kai - Cargo
- Hatsukoi Limited - Yuu Enomoto
- Yumeiro Patissiere - Kanako Koizumi
- To Aru Kagaku no Railgun - Banri Edosaki, Chica (Ep. 6)
- One Piece - Boa Marigold (Joven)

2010
- K-ON!! - Ritsu Tainaka
- Nodame Cantabile: Finale - Michelle
- Mayoi Neko Overrun! - Otome Tsuzuki
- Seitokai Yakuindomo - Aria Shichijou
- Ōkami-san to Shichinin no Nakama-tachi - Machiko Himura
- Fairy Tail - Wendy Marvell
- Ore no Imōto ga Konna ni Kawaii Wake ga Nai - Manami Tamura
- Yumeiro Patissiere SP Professional - Kanako Koizumi

2011
- Ro-Kyu-Bu! - Manaka Nobidome
- K-on! La Película - Tainaka Ritsu

2012
- Magi: The Labyrinth of Magic - Sahsa
- Hyouka - Chitanda Eru

2013
- Magi: The Labyrinth of Magic - Sahsa
- Golden Time - NANA

2014
- Golden Time - NANA
- Gochūmon wa Usagi Desu ka? - Chiya Ujimatsu
- Denki-gai no Honya-san - Tsumorin
- Seitokai Yakuindomo - Aria Shichijou
- Fairy Tail - Wendy Marvell
- Kamisama Hajimemashita  -  Ami Nekota

2015
- Shin Chan - Himawari Nohara.

2016
- Shōjo-tachi wa Kōya wo Mezasu - Yuuki Uguisu

2017
- Magical Girl Lyrical Nanoha: Reflection - Kyrie Florian

2018
- Seishun Buta Yarō wa Bunny Girl Senpai no Yume Wo Minai - Humika Nanjo
- Idolish7 - Tsumugi Takanashi

### OVAs
- Mahō Sensei Negima! ~Mō Hitotsu no Sekai~ Extra Mahō Shōjo Yue - Collette Fallendoll
- Fairy Tail - Fairy Hills 2011  - Wendy Marvel

### ONAs
- Sailor Moon Crystal - Naru Osaka
- Revenge No Kira Hori Te - Agusta Marisakawa.

### Radio
- Kisutī no kisutī taimu (kistyのkisty time) en la estación de radio de internet BBQR
- Tomokazu Miki no rajio bigguban (智一・美樹のラジオビッグバン), Nippon Cultural Broadcasting, noviembre de 2005 - septiembre de 2006
- Tanahashi Mai to Satō Satomi no ranchitaimu myūjikku (棚橋麻衣と佐藤聡美のランチタイムミュージック), septiembre - diciembre de 2007
- Mai to Shugā no masshu rūmu (麻衣としゅがぁのまっしゅ☆Room), enero - marzo de 2008
- Rajion! (らじおん!), Radio por internet de K-ON!, 9 de febrero - 25 de septiembre de 2009
- Rajion!! (らじおん!!), Radio por internet de K-ON!!, 23 de abril de 2010 - Actualidad

### Drama CD
- Gattsu Batorā Jī (ガッツバトラーG) - Chica
- Nusunde Ririsu (盗んでリ・リ・ス) - Sirvienta

### Sencillos y álbumes
- "Koibito wa tententen" (恋人は……) con Kisty

Como actriz de voz de Ritsu Tainaka en K-ON!, es miembro de la banda "Hokago Tea Time" y ha participado en cuatro sencillos y un álbum.
- Hōkago Teatime (放課後ティータイム) alcanzó el primer puesto en la lista de álbumes exitosos de Oricon.[7][8]
- Image song del personaje "Ritsu Tainaka" ("中野梓"), quedó en quinto lugar en Oricon.[9]
- "Cagayake! Girls" alcanzó el segundo puesto en Oricon.[10]
- "Don't say 'lazy'" quedó en tercer lugar en Oricon,[11] y ganó el premio al mejor tema musical otorgado por Animation Kobe.[12]
- "Fuwa Fuwa Time" ("ふわふわ時間") alcanzó el tercer puesto en Oricon.[13]